# Ratchet (Transformers)
Ratchet (noto in Giappone con il nome Ratchet, mentre in Italia con il nome Doc) è un personaggio dell'universo dei Transformers, medico capo degli Autobot.

## Animazione

### Transformers Generation 1

#### Transformers (serie animata) (1984-1987)
Medico capo degli Autobot nei fumetti e nella serie animata originale prodotti da Takara e Hasbro. La sua modalità veicolo era un'ambulanza Nissan Vanette di colore bianco con strisce rosse e luci di emergenza. Quando si trasformava, a volte si separava nella sua figura di robot e in un modulo veicolare che poteva anche guidare.
Il termine “ratchet”, scelto come suo nome, dall’inglese significa “chiave a cricchetto”, proprio ad indicare il suo ruolo di “medico” dei robot, ovvero quasi di meccanico, spesso impegnato ad aggiustare i suoi compagni. Nel doppiaggio italiano invece, venne semplicemente chiamato “Doc”.
Ratchet è stato uno dei più longevi personaggi di tutti i Transformers, sia nella serie dei fumetti che in quella animata dei primi anni '80. Il suo coraggio e la sua lealtà sono stati dimostrati più volte durante le diverse stagioni, ma raramente veniva coinvolto nelle battaglie, in quanto si occupava prevalentemente di curare i compagni feriti e danneggiati con l'aiuto di Wheeljack/Saetta, assistendoli e riparandoli, oltre ad adoperarsi per il bene di tutti.

#### Lungometraggio "The Transformers: The Movie" (1986)
Ratchet venne ucciso in Transformers: The Movie dopo un attacco Decepticon alla navetta spaziale sulla quale si trovava imbarcato assieme ai suoi compagni Autobot Ironhide/Falco, Prowl/Pantera e Brawn/Cammello, per una missione volta alla ricerca di energia verso la Terra; i nemici penetrando nella navicella, ingaggiarono una lotta serrata, finché non arrivavorno ad uccidere tutti e quattro gli Autobot. Il suo ruolo venne preso in seguito da Chopper, il leader dei Junkion.

### Transformers: Trilogia Unicron

#### Transformers: Armada (2002-2003)
Ratchet è il nome giapponese per il personaggio di Red Alert. Questo personaggio è un omaggio evidente a Ratchet, essendo un medico Autobot che si trasforma in un'ambulanza e, proprio come più volte è stato raffigurato Ratchet nella Generation One.

### Transformers Animated (2007-2009)
Ratchet appare nella serie Transformers Animated e si trasforma in un'ambulanza Autobot ed è un guerriero esperto: dispone di magneti a scomparsa tra le sue braccia, che possono attrarre o respingere in metallo, ed anche stringersi come artigli e tenaglie rudimentale. La sua personalità appare più sulla base di Kup della G1 rispetto al Ratchet originale. Lui è il più anziano del cast principale Autobot della serie e l'unico che realmente ha combattuto contro i Decepticon nella Grande Guerra, nella quale ha conosciuto e soccorso il medico Arcee ed è stato ferito e derubato di uno strumento medico dal cacciatore di taglie Lockdown. Rimane vivo fino alla fine della serie, in cui contribuisce alla sconfitta di tutti i Decepticon che sono sulla Terra.
Nella versione giapponese di Transformers Animated, la storia è stata modificata per renderlo un prequel al film cinematografico del 2007, Transformers, il che rende questa versione di Ratchet la stessa del personaggio cinematografico.

### Transformers: Prime (2010-2013)
Ratchet è uno dei principali membri del gruppo di Autobot nella serie in CGI Transformers: Prime, ed il più anziano della squadra protagonista. In aspetto ed atteggiamento riprende il personaggio di Transformers Animated. Ratchet lavora come medico dell'equipaggio accontentandosi del poco Energon a lui rimasto, sempre in diminuzione, e differenza che in altre serie, quando occorre, scende in campo per combattere fianco a fianco con il resto dei suoi compagni e con Optimus. L'Autobot ammira ciò che gli esseri umani portano alla lotta, anche se sembra essere il meno entusiasta di avere i tre giovani umani come collaboratori, molto scettico sule loro capacità.
Uno dei pochi Autobot con il forte desiderio di tornare su Cybertron, Ratchet ha ideato un Ponte Spaziale che ha soprannominato il '" Ponte Terrestre"', permettendo a lui e gli altri Autobot di andare ovunque si voglia in tutto il mondo, e in qualsiasi posto dove venga avvistato un Decepticon. Nonostante la sua ostilità nei confronti dei tre giovani umani, Ratchet riesce a prendersi cura dei tre come figli. Il medico prende spesso il ruolo di leadership quando Optimus è in giro, e sembra essere il migliore amico del Prime nonché secondo in comando nel Team Prime. Verso la fine della prima stagione dimostra di essere cresciuto e di considerare i tre ragazzi come veri e propri membri della loro squadra.
Rimane temporaneamente sulla Terra con i compagni di lotta umani a fine stagione 3, mentre nel film conclusivo è su Cybertron a lottare fino alla vittoria, e, insieme a tutti loro, dire addio ad Optimus che si sacrifica per rivitalizzare Cybertron e passa il comando della fazione ad Ultra Magnus.

### Transformers: Robots in Disguise (2015-2017)
Dopo tanti anni Ratchet riappare nella seconda stagione, nell'episodio 12 con il suo partner minicon e racconta cosa ha fatto dopo gli eventi di "Predacons Rising". Aiuterà Bumblebee, Optimus Prime e il loro team a catturare il resto dei Decepticon, campeggiati da Steeljaw, Glowstrike e Saberhorn.

## Cinema
Ratchet è anche fra i membri principali degli Autobot nella trilogia cinematografica di Michael Bay. Ratchet appare come un'ambulanza di ricerca e salvataggio Hummer H2 di colore giallo. Come sempre, Ratchet è il medico di fiducia Autobot. Le sue armi sono una sega rotante che emerge dal suo braccio sinistro, e il suo braccio destro si può trasformare in una mitragliatrice. Ratchet ha anche un assortimento di altri strumenti a sua disposizione, come un laser rosso per la scansione medica. Ha un ottimo senso dell'olfatto. Nel secondo film viene messo in secondo piano, si vede ben poche volte ma si batte nella battaglia finale in Egitto. Nel terzo capitolo recupera un ampio ruolo accompagnando sempre Optimus in ricognizioni, controlli o recuperi. Va a Černobyl' con Prime per recuperare un pezzo della nave Arca, poi lo si vede sulla Luna, sempre con Optimus Prime, per visitare l'Arca e recuperare Sentinel Prime. È presente anche nella battaglia finale dove viene catturato ma riesce a sopravvivere. A differenza dei primi due film, nel terzo appare con un diverso colore, verde, ed ha stampato un "E4" sui pannelli laterali. Nel quarto film viene braccato e ferito in un'imboscata dagli stessi umani che vogliono liberarsi dei Transformers; viene in seguito finito da Lockdown, un mercenario cybertroniano. I suoi pezzi verranno riutilizzati per costruire droni Transformers.

## Giocattoli
Di questo amatissimo personaggio nel corso degli anni sono state realizzate innumerevoli copie di giocattoli e svariate riproduzioni estremamente dettagliate e fedeli nei minimi particolari anche per il mercato dei collezionisti più esigenti.